# 圣女贞德年表

## 1412年
- 1月6日: 雅克·达克与伊莎贝拉·达克在法国栋雷米生下了贞德 , 生日这天正是基督教主顯節。

## 1422年
- 8月31日: 英格兰国王亨利五世逝世，其幼子亨利六世继位。格洛斯特公爵汉弗莱为摄政王。
- 10月21日: 法兰西国王查理六世逝世。英格兰单方面宣布亨利六世继承其外祖父的法兰西王位，贝德福德公爵约翰为摄政王。

## 1424年
- 夏季:13岁的貞德据称在父亲的的花园遇見第一次神蹟见到了大天使米迦勒、聖加大肋纳和聖瑪加利大。

## 1428年
- 5月13日: 貞德第一次在沃库勒尔遇见罗伯特·德·博垂科特。
- 7月: 勃艮第军队袭击了栋雷米。

## 1429年
- 2月12日: 奥尔良开始鯡魚之戰。
- 2月12日: 罗伯特·德·博垂科特同意護送貞德前往希农。
- 2月22日: 貞德开始前往希农。
- 3月4日: 貞德到达希农。
- 3月 6日: 貞德遇见王儲查理七世。
- 4月29日: 貞德进入奥尔良。
- 5月4日: 法军占领奥尔良圣卢城堡庄园。
- 5月6日: 法军占领奥尔良奥斯定会城堡庄园 。
- 5月7日: 法军占领奥尔良土列尔堡垒。
- 5月8日: 奥尔良之围解除。
- 6月11日–12日: 雅爾若戰役。
- 6月15日: 羅亞爾河畔默恩戰役。
- 6月16日–17日: 博讓西戰役。
- 6月18日: 帕提戰役。
- 7月17日 查理七世于兰斯大教堂加冕。
- 9月8日: 貞德带着她的旗帜在对巴黎失败的进攻中被石弩擊傷腿部。

## 1430年
- 3月23日: 贞德在贡比涅被勃艮第军队俘虏。
- 5月23日: 口述一封信威胁胡斯派要领导一支十字军来对抗他们。

## 1431年
- 1月9日: 在鲁昂开始对贞德进行各种指控，由主教皮埃尔·科雄审理。
- 2月21日: 鲁昂第一次公审，贞德出现在法庭。
- 5月10日: 审判会转移至鲁昂的监狱。
- 5月9日: 贞德受到酷刑威胁。
- 5月24日: 貞德簽下棄絕書也聲明同意穿著女性的服裝。
- 5月28日: 贞德"故态复萌" 穿上男性士兵装。这次公开指控她是一个故态复萌的异端分子, 尽管目击者后来说是守卫迫使她"故态复萌"。
- 5月30日: 贞德在鲁昂被处以火刑。

## 1431年末–1455年
- 1431年12月16日: 贝德福德公爵计划在巴黎举行英格兰及法兰西国王亨利六世的加冕礼。
- 1432年春季: 英格兰军在巴黎周围遭受军事逆袭。
- 1432年11月: 勃艮第的安妮(勃艮第公爵妹妹) 逝世。安妮与英格兰摄政王贝德福德公爵的联姻形式化加强盎格鲁和勃艮第的联盟。
- 1435年9月29日 : 通过勃艮第与法兰西之间的阿拉斯条约，曾经英格兰的同盟勃艮第公爵菲利普三世，承认查理七世为法兰西国王。
- 1436年2月: 巴黎被封锁。
- 1436年4月: 巴黎向迪努瓦公爵和里什蒙公爵打开大门。巴黎再次回归法国。
- 1450年4月15日. 英国野战军在福尔米尼战役中被消灭。英军被从諾曼底驱逐 ，这个古代诺曼人战胜英格兰的地方。
- 1452年5月:法兰西首席检察官受理调查贞德的审判。
- 1453年7月17日: 经过卡斯蒂隆战役，英军被驱逐出阿基坦，结束百年战争。

## 1455年
- 11月: 针对贞德罪名的上诉开始，在贞德母亲伊莎贝尔请求和法兰西首席检察让·布莱赫与教皇卡利克斯特三世的支持下提起。

## 1456年
- 7月7日: 在鲁昂的上诉审理结束前, 宣告1431年的因主審腐败而虚假指控罪名无效 。